# جيمس أ. ماكنزي
جيمس أ. ماكنزي هو دبلوماسي ومحامي وسياسي أمريكي، ولد في 1 أغسطس 1840، وتوفي في 25 يونيو 1904 في أوك غروف في الولايات المتحدة. نشط حزبياً في الحزب الديمقراطي. وقد انتخب عضو مجلس النواب الأمريكي ‏.